# Jessica (cratera)

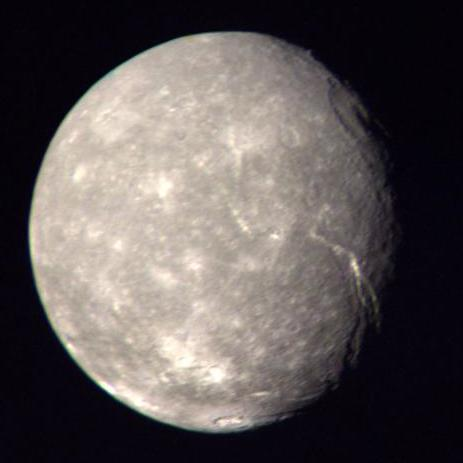
Imagem de Titânia feita pela Voyager 2 em 24 de janeiro de 1986.

Jessica é uma cratera de impacto em Titânia, o maior satélite natural de  Urano. Localizada no hemisfério sul, a cratera tem 64 km de diâmetro e suas coordenadas são: latitude -55.3° e longitude 285.9°.

## Nomenclatura
A exemplo das demais crateras de Titânia, que receberam nomes de personagens femininas de peças do dramaturgo inglês William Shakespeare, Jessica é a filha de Shylock, uma das personagens da obra O Mercador de Veneza.